# Antonov (azienda)
L'Impresa Statale Antonov (in inglese Antonov State Enterprise; in ucraino Державне підприємство «Антонов»?, Deržavne pidpryjemstvo «Antonov»; precedentemente Complesso Tecnico-Scientifico Aeronautico intitolato ad O.K. Antonov, in ucraino Авіаційний науково-технічний комплекс імені О. К. Антонова?, Aviacijnyj naukovo-techničnyj kompleks imeni O. K. Antonova) è una ditta costruttrice di aeromobili con sede in Ucraina. Prima dell'indipendenza dell'Ucraina, è stata una delle principali ditte produttrici sovietiche di aerei da trasporto, e dalle sue fabbriche sono usciti alcuni tra i velivoli più grandi mai realizzati. La ditta prende il nome dal suo fondatore, l'ingegnere aeronautico russo Oleg Konstantinovič Antonov, primo capo dell'OKB-153 e progettista di molti aerei passati alla storia.

## Mezzi prodotti
La produzione Antonov va dall'An-2 "Colt" all'aereo da ricognizione An-28 "Cash", passando per l'An-124 "Condor" e l'An-225 "Cossack": il più grande aereo al mondo in servizio, costruito in un unico esemplare e andato distrutto durante l'invasione russa dell'Ucraina del 2022. Ricordiamo la serie di aerei turboelica celebri per i loro collegamenti interni che effettuano nei paesi (soprattutto in quelli comunisti) come l'An-24 "Coke", An-26 "Curl" e An-30 "Clank". Gli An-72/An-74 "Coaler" sono una serie di due piccoli jetliner. Infine abbiamo l'An-70, un aereo cargo che sta aspettando la certificazione. L'An-70 è molto simile all'aereo da trasporto Airbus A400M.

## Altre attività
Antonov occupa industrialmente altri campi dell'aviazione e non solo:
- Costruzione di aerei
- Linea aerea cargo (Antonov Airlines)
- Manutenzione e miglioramento degli aerei
- Servizi di supporto a mezzi aerospaziali in generale
- Operatività dell'aeroporto di Kiev-Hostomel' ("Antonov Airport")
- Produzione e manutenzione di filobus

## Modelli

### Cargo

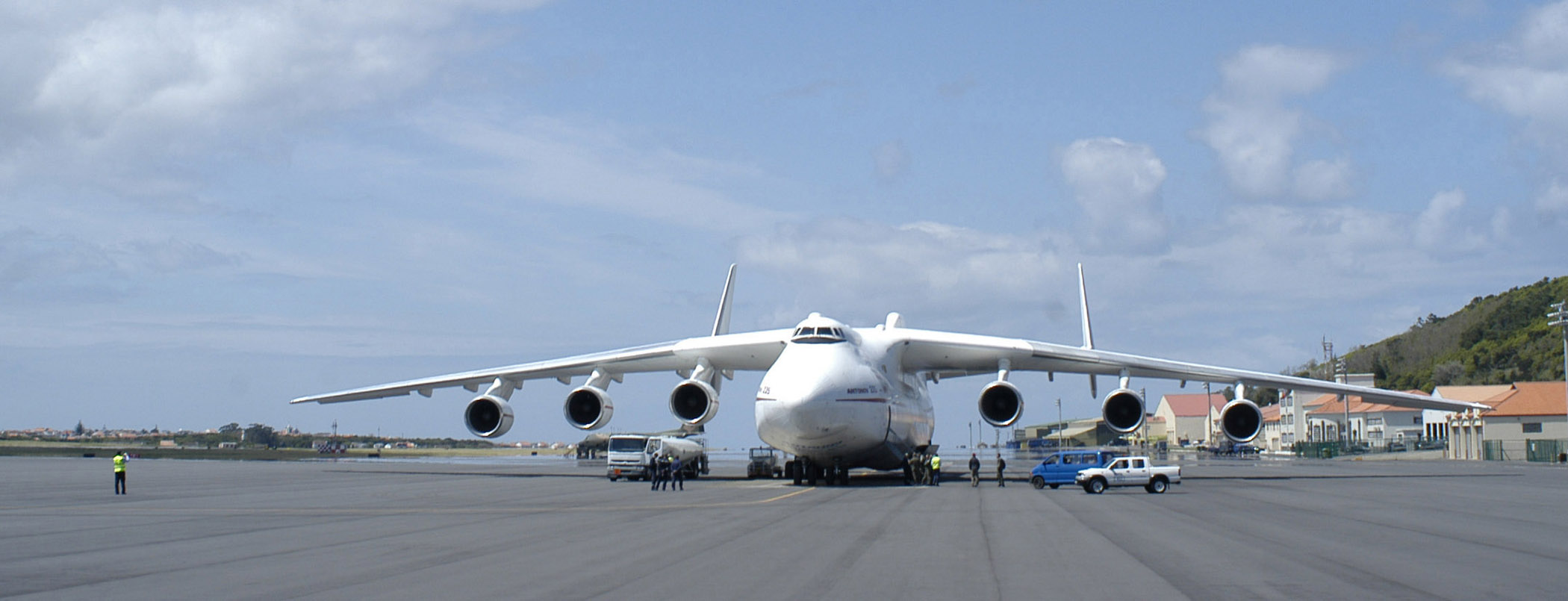
Antonov An-225 Mriya: finora l'aereo più grande mai costruito al Mondo

- An-3T
- An-32
- An-38D
- An-70
- An-74T
- An-124 Ruslan
- An-225 Mriya

### Passeggeri
- An-3T
- An-38
- An-74TK
- An-140
- An-148

### Special-purpose
- An-3CX
- An-32П
- An-74MП
- An-124 "Air Launch"
- An-225 '"Buran Air Carrier"

### I modelli
| - A-2 - A-7 - A-8 - A-9 - A-11 - A-13 - A-13 - A-40 - An-2 - An-3 | - An-4 - An-6 - An-8 - An-10 - An-12 - An-14 - An-20 - An-22 - An-24 - An-26 | - An-28 - An-30 - An-32 - An-38 - An-50 - An-70 - An-71 - An-72 - An-74 - An-88 | - An-124 Ruslan - An-140 - An-148 - An-178 - An-180 - An-218 - An-225 Mriya - OKA-38 - SKV |

## Incidenti
Lista di incidenti aerei (aggiornato al 27/02/2022)
| modello         | Antonov 72/74 | Antonov 124 | Antonov 148 | Antonov 178 | Antonov 225 |
| --------------- | ------------- | ----------- | ----------- | ----------- | ----------- |
| aerei distrutti | 14            | 4           | 1           | 0           | 1           |
| Incidenti       | 16            | 4           | 1           | 0           | 0           |

## Galleria d'immagini

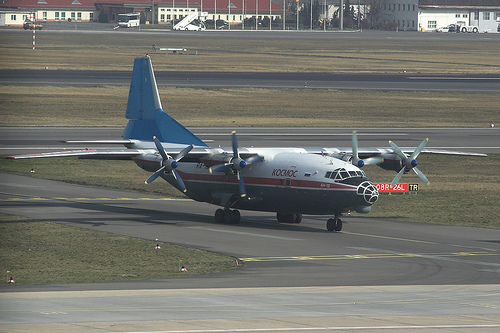
Antonov An-12 della russa Kosmos Airlines
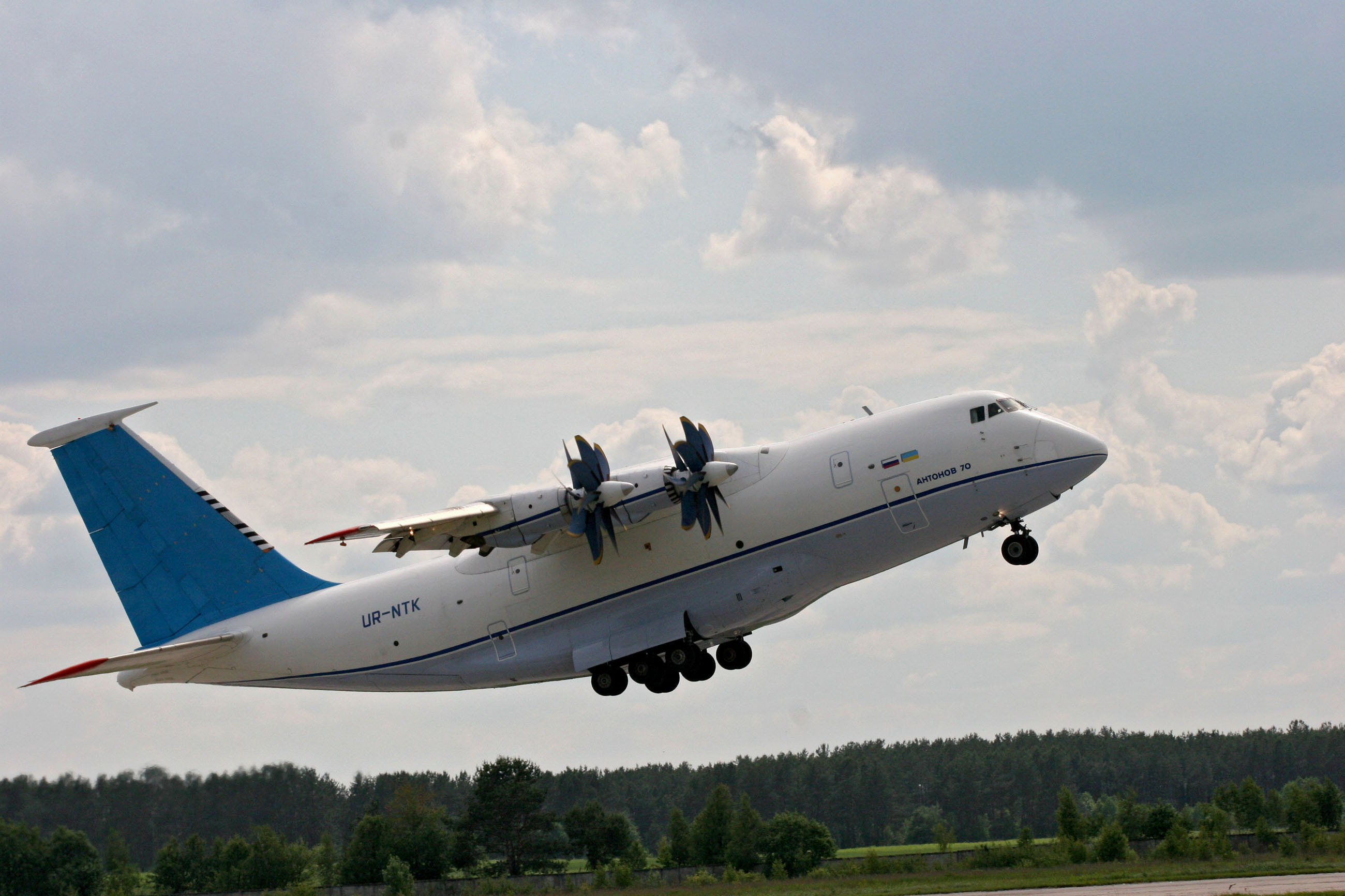
Antonov An-70
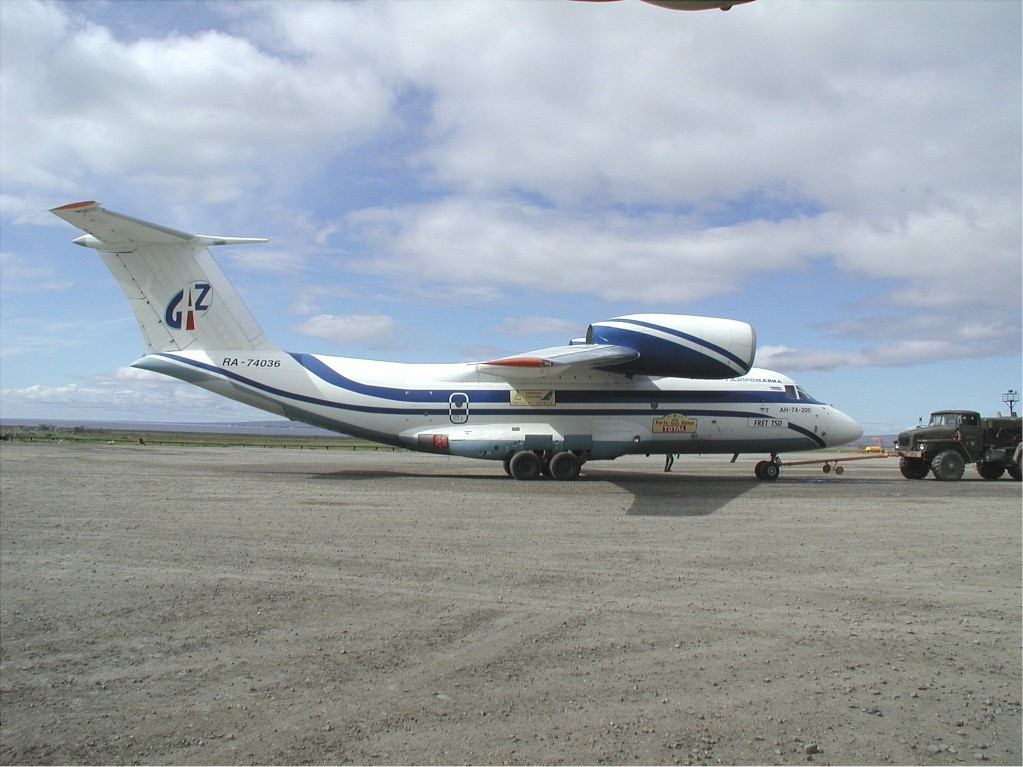
Antonov An-74-200 della Gazpromavia
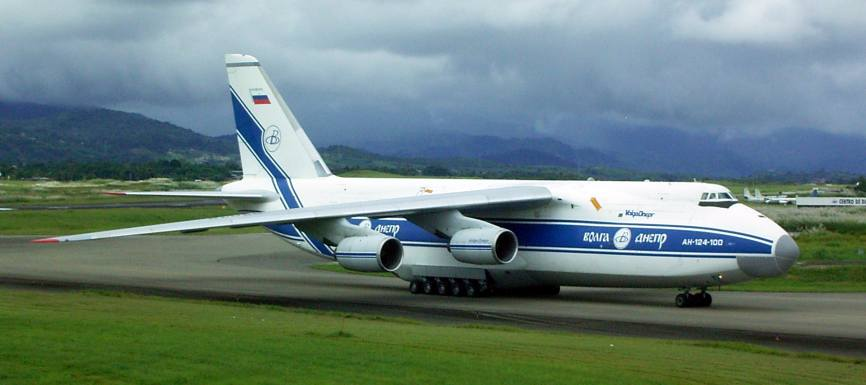
Antonov An-124-100 "Ruslan" della russa Volga-Dnepr
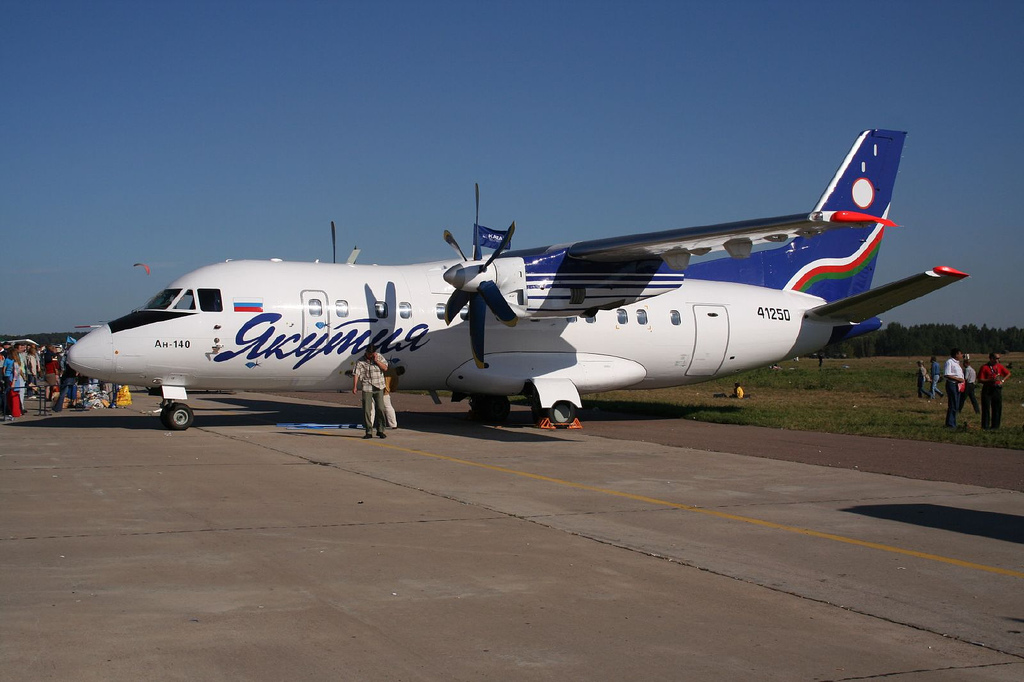
Antonov An-140 della russa Jakutavia
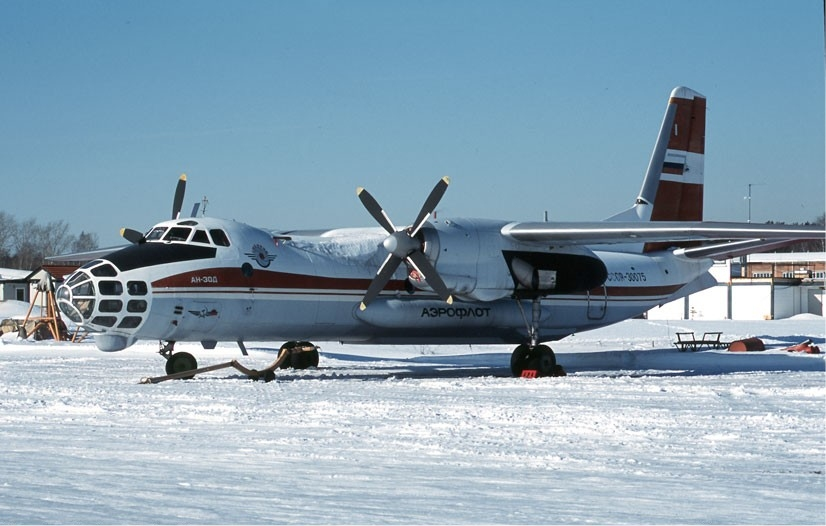
Antonov An-30